# 11ª edizione della Tachiaoi Cup
La 11ª edizione della Tachiaoi Cup, competizione goistica riservata alle professioniste giapponesi, si è disputata a partire dal 25 aprile, con il torneo di selezione della sfidante che avrebbe affrontato nella finale la detentrice del titolo, Asami Ueno. La sfidante, Mukai Chiaki, ha poi perso per 0-2 contro Ueno.
Il torneo è organizzato dalla Nihon Ki-in e dalla Kansai Ki-in, con il sostegno del Mainichi Shinbun e la sponsorizzazione della fondazione Onchikai.

## Torneo per la determinazione della sfidante
Il torneo per la determinazione della sfidante si disputa tra sette goiste:
- Fujisawa Rina Honinbo femminile (vincitrice di 6 edizioni della Tachiaoi);
- Nyu Eiko Saikyo femminile;
- Ueno Risa Kisei femminile;
- Mukai Chiaki 6d;
- O Keii 4d (vincitrice della seconda edizione della Tachiaoi);
- Hoshiai Shiho 3d;
- Taguchi Misei 2d.

Il torneo è a eliminazione diretta con partite singole; Fujisawa Rina Honinbo femminile ha ricevuto un bye, e si qualifica direttamente al secondo turno.
|  | Primo turno        | Primo turno        | Primo turno        |                    |       | Semifinali               | Semifinali | Semifinali |  |  | Finale | Finale | Finale |  |
|  |                    |                    |                    |                    |       |                          |            |            |  |  |        |        |        |  |
|  |                    |                    |                    |                    |       | Fujisawa Rina Honinbo f. |            |            |  |  |        |        |        |  |
|  |                    |                    |                    |                    |       |                          |            |            |  |  |        |        |        |  |
|  |                    |                    | Nyu Eiko Saikyo f. | Nyu Eiko Saikyo f. | B+1,5 |                          |            |            |  |  |        |        |        |  |
|  | Nyu Eiko Saikyo f. | Nyu Eiko Saikyo f. | Nyu Eiko Saikyo f. | Nyu Eiko Saikyo f. | B+1,5 | B+R                      |            |            |  |  |        |        |        |  |
|  | Nyu Eiko Saikyo f. | Nyu Eiko Saikyo f. |                    |                    |       |                          |            |            |  |  |        |        |        |  |
|  | Hoshiai Shiho 3d   |                    |                    |                    |       |                          |            |            |  |  |        |        |        |  |
|  |                    | Nyu Eiko Saikyo f. |                    |                    |       |                          |            |            |  |  |        |        |        |  |
|  |                    |                    |                    |                    |       |                          |            |            |  |  |        |        |        |  |
|  |                    |                    | Mukai Chiaki 6d    | Mukai Chiaki 6d    | N+R   |                          |            |            |  |  |        |        |        |  |
|  | O Keii 4d          |                    | Mukai Chiaki 6d    | Mukai Chiaki 6d    | N+R   |                          |            |            |  |  |        |        |        |  |
|  |                    |                    |                    |                    |       |                          |            |            |  |  |        |        |        |  |
|  | Ueno Risa Kisei f. | Ueno Risa Kisei f. | N+R                |                    |       |                          |            |            |  |  |        |        |        |  |
|  | Ueno Risa Kisei f. | Ueno Risa Kisei f. | N+R                | Ueno Risa Kisei f. |       |                          |            |            |  |  |        |        |        |  |
|  |                    |                    |                    |                    |       |                          |            |            |  |  |        |        |        |  |
|  |                    |                    | Mukai Chiaki 6d    | Mukai Chiaki 6d    | B+0,5 |                          |            |            |  |  |        |        |        |  |
|  | Mukai Chiaki 6d    | Mukai Chiaki 6d    | Mukai Chiaki 6d    | Mukai Chiaki 6d    | B+0,5 | B+R                      |            |            |  |  |        |        |        |  |
|  | Mukai Chiaki 6d    | Mukai Chiaki 6d    |                    |                    |       |                          |            |            |  |  |        |        |        |  |
|  | Taguchi Misei 2d   |                    |                    |                    |       |                          |            |            |  |  |        |        |        |  |

## Finale
La sfida per il titolo vedrà la vincitrice del torneo di qualificazione, Mukai Chiaki, affrontare la detentrice del titolo Asami Ueno al meglio dei tre incontri.
| Giocatrice          | Partita 1 Aizuwakamatsu, Fukushima 15 giugno | Partita 2 Aizuwakamatsu, Fukushima 16 giugno | Partita 3 Aizuwakamatsu, Fukushima 17 giugno | Totale |
| ------------------- | -------------------------------------------- | -------------------------------------------- | -------------------------------------------- | ------ |
| Asami Ueno Tachiaoi | B+6,5                                        | N+R                                          |                                              | 2      |
| Mukai Chiaki 6d     |                                              |                                              |                                              | 0      |

Con le sue due vittorie Asami Ueno si è garantita la terza vittoria consecutiva della Coppa.